# Jordan Larsson
Carl Henrik Jordan Larsson (ur. 20 czerwca 1997 w Rotterdamie) – szwedzki piłkarz występujący na pozycji napastnika w duńskim klubie FC København oraz w reprezentacji Szwecji. Wychowanek Högaborgs BK, w trakcie swojej kariery grał także w takich zespołach jak Helsingborgs IF, NEC Nijmegen, IFK Norrköping, Spartak Moskwa, AIK Fotboll oraz Schalke 04. Syn wielokrotnego reprezentanta Szwecji, Henrika Larssona.